# Eudemeae
Eudemeae es una tribu de plantas pertenecientes a la familia Brassicaceae. El género tipo es Eudema Humb. & Bonpl.

## Géneros
- Brayopsis Gilg & Muschl.
- Delpinophytum Speg.
- Endemal Pritz., orth. var. = Eudema Humb. & Bonpl.
- Eudema Humb. & Bonpl.
- Pycnobolus Willd. ex O. E. Schulz = Eudema Humb. & Bonpl.
- Skottsbergianthus Boelcke = Xerodraba Skottsb.
- Skottsbergiella Boelcke = Xerodraba Skottsb.
- Xerodraba Skottsb.